# Dobieżyn

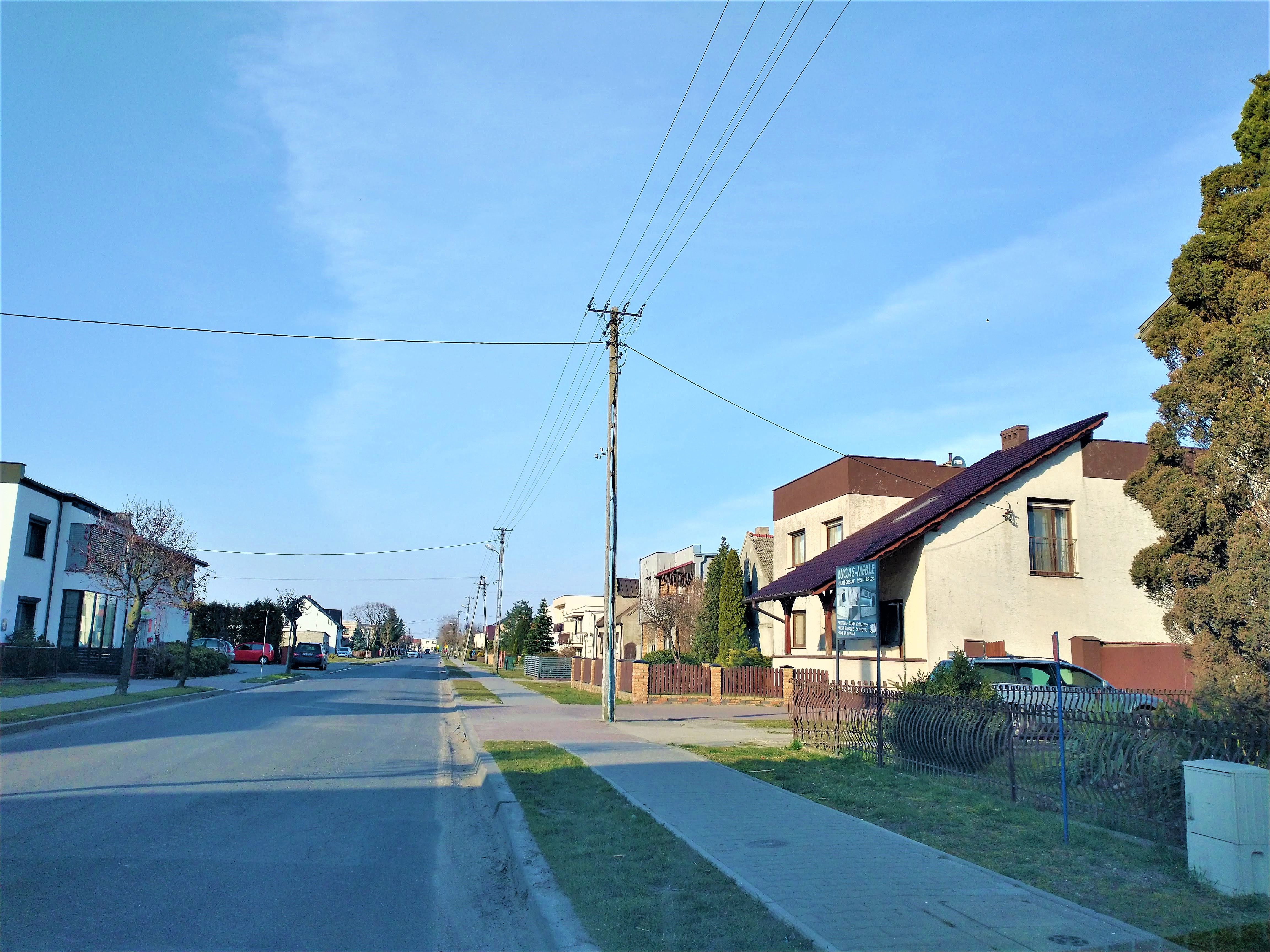
Dorfstraße

Dobieżyn (deutsch Dobiezyn, 1939–1945 Doberfeld) ist ein Dorf in Polen, in der Gemeinde Buk, in der Woiwodschaft Großpolen.
Der Ort liegt drei Kilometer südlich von Buk, 27 Kilometer westlich von Posen. Dobieżyn hat eine Grundschule, ein historisches Herrenhaus und 1357 Einwohner.

## Geschichte
Der Ort wurde 1354 das erste Mal schriftlich erwähnt. Bis Ende des 18. Jahrhunderts gehörte er dem Erzbistum Posen. 